# Зоотерапия

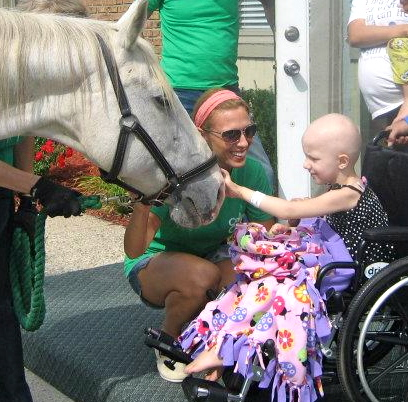
Иппотерапия.

Пет-терапия  или Зоотерапия (англ. pet therapy, от англ. pet — обобщённое название домашних животных, дословно «любимое животное» или англ. animal assisted therapy) — метод лечения пациентов с помощью домашних животных (собак, лошадей, дельфинов, кроликов, кошек, птиц и пр.). В России пет-терапия больше известна под названием зоотерапия или анималотерапия (от англ. animal — животное). Широкое распространение пет-терапия нашла в западных странах. В США существует международная организация терапии животными (Pet Therapy International). Единой общепринятой терминологии у пет-терапии пока нет.

## Влияние
Учёные выявили благотворное действие на человека при общении с животными, а также возможности использования сенсорных свойств (обоняние) собак для диагностики недугов человека. На сегодняшний день проводится множество различных исследований, посвящённых изучению влияния животных на людей. К. Аллен (англ. Karen Allen), исследователь Университета штата Нью-Йорк в Буффало, изучает пользу приносимую животными на состояние здоровья человека. К. Аллен отмечает, собаки могут помогать людям справиться со стрессом, хотя до сих пор никто не может объяснить механизм, благодаря которому это происходит.
Также С. Баркер (англ. Sandra B. Barker) и Кэтрин Доусон (англ. Kathryn S. Dawson) с медицинского факультета Виргинского университета изучали влияние собак-терапевтов на уровень тревожности госпитализированных психиатрических больных, имевших широкий круг диагнозов. В ходе эксперимента выяснилось, что анималотерапия более эффективна, нежели традиционная психотерапия. Почти все пациенты продемонстрировали значительное снижение уровня тревожности благодаря животным. Исключение составили люди с сильно выраженными степенями зависимости.
В той или иной мере, по-видимому, положительное воздействие терапия с использованием животных оказывает при следующих заболеваниях и состояниях:
- Аффективные расстройства[3] (в частности, депрессия[4]).
- Психозы[3][4][5].
- Тревожность, дистресс[6].
- Аутизм[7].
- Детская психическая травма[7].
- Посттравматическое стрессовое расстройство[4].
- Эпилепсия.
- Рассеянный склероз[4].
- ДЦП.
- Деменция[4][8].
- Сердечно-сосудистые расстройства[8].
- В реабилитации после травм, инсультов.
- При оказании паллиативной помощи неизлечимо больным. В 2011 году почти 60 процентов американских хосписов, использовавших комплементарную медицину, использовали для лечения животных.
- При оказании помощи пожилым людям в домах престарелых[9].

## История
Отдельной дисциплиной пет-терапии является канистерапия (от лат. canis — собака), лечение больных при помощи собаки. Основные принципы пет-терапии сформулированы на основе канистерапии.
История канистерапии уходит корнями в 1796 год, когда в английском графстве Йоркшир Обществом Друзей была основана больница для душевнобольных «Ретрит». Основатель больницы Уильям Тьюк и его сподвижники заменили традиционный для того времени метод лечения душевнобольных при помощи смирительных рубашек и лекарств на христианские принципы сострадания, любви, понимания и доверия, в лечении стали применять собак. Врачи больницы отмечали положительное влияние животных на больных, у них снизилась агрессия и частота приступов.
Также американский детский психиатр Борис Левинсон заметил, как его маленькие пациенты положительно реагировали на его собаку, которая находилась в приёмной во время сеанса лечения, впоследствии и предложил использовать этих животных для лечения психических расстройств. Он впервые употребил в 1969 году термин «пет-терапия».
Человек издавна догадывался о целебных свойствах собак на интуитивном уровне, что отразилось в религии и мифологии. В Древней Греции собаки играли главную роль в культе бога врачевания Асклепия (Эскулапа), который нередко посещал пациентов в виде пса и зализывал раны больных. Святых раннего христианства часто изображали в компании с собаками, которые их когда-то вылечили.
В наше время учёными установлено, что сверхчувствительное обоняние помогает собакам определять редкое сочетание белков в злокачественных опухолях, собаки способны предчувствовать как минимум за 20 минут эпилептический припадок, отличить одежду здоровых детей от детей, страдающих аутизмом. Анализ слюны собаки показал, что в ней содержится лизоцим, антисептик.
По данным исследования Animal Planet первым в истории канистерапии является легендарный йоркширский терьер Смоки (Smoky). Смоки был зачислен в состав 26-го разведывательного авиаполка 5-й Армии ВВС США, прошёл через Вторую мировую войну, заслужил 8 боевых наград и получил звание капрала. Смоки работал в госпиталях в качестве собаки-терапевта в течение 12 лет, во время и после Второй мировой войны.

### История возникновения диагностики заболеваний при помощи собак
На мысль использовать собак в качестве диагностики больных, учёных навели рассказы людей о своих домашних животных. Например, Пол Джексон (англ. Paul Jackson) рассказал врачу, что его пёс Тинкер (Tinker) всегда предупреждал о развитии гипогликемии (снижения уровня глюкозы после чрезмерной дозы инсулина). Эти данные подтвердили учёные из Университета Квинс в Белфасте.
Было опрошено 212 владельцев собак больных диабетом. У 65 % больных животные предчувствовали наступление гипогликемии у хозяина. Собаки проявляли беспокойство, начинали скулить, лаять или каким-либо другим способом демонстрировали своё беспокойство.
В американском городе Эйлсбери ортопедом Джоном Хантом (англ. John Hunt) был основан Исследовательский Центр выявления рака и биологических опасностей  (англ. Cancer and Bio-Detection Dogs research center) с помощью собак.
Врач решил проверить разрозненные данные о способности собак распознавать различные заболевания. Первым подтверждённым случаем такой способности стала «собачья» диагностика рака мочевого пузыря по запаху мочи.
Предчувствие собаками приближения эпилептического припадка у детей подтвердили канадские учёные. Исследования проводились в университете Калгари (University of Calgary) и детской больнице Альберты (англ. Alberta Children’s Hospital). Адам Кертон (англ. Adam Kirton), руководитель исследований, рассказал, что в ходе научного эксперимента наблюдение велось за 45 семьями, в которых живут собаки, где с детьми происходят приступы, по меньшей мере, раз в месяц. В двадцати семьях сообщили, что их собаки реагируют на приближении припадка. Десять собак пытаются предупредить ребёнка или семью разными, доступными собаке средствами.
Руководитель австралийского совета по борьбе с онкологическими заболеваниями Ян Олвер заявил, что собаки практически безошибочно определяют рак лёгких и молочной железы.

## Виды пет-терапии
Различают направленную (использование специально обученных животных по разработанным терапевтическим программам) и ненаправленную (взаимодействие с животными в домашних условиях). Направленную анималотерапию разделяют в зависимости от того, какие именно животные используются в пет-терапии.

### Иппотерапия
Иппотерапия — лечебная верховая езда. Родоначальницей этого вида пет-терапии считается датская спортсменка (конный спорт) Лиз Хартель. Спортсменка, переболев полиомиелитом, была частично парализована. 9 лет упорных реабилитационных тренировок дали ошеломляющие результаты, в 1952 году на Олимпийских играх в Хельсинки Лиз Хартель завоевала серебряную медаль по выездке.
Терапевтическим фактором иппотерапии является комплексная активизация и мобилизация организма — физическая и психологическая. При верховой езде требуется концентрация внимания, максимально возможная собранность и потребность запоминать и планировать последовательность действий, как при езде, так и при уходе за животным. Это активизирует психические процессы. Во время занятий верховой ездой работают почти все мышцы человека, и происходит это на рефлекторном уровне.
Иппотерапия рекомендована для детей с ДЦП, при ампутации, артритах, нарушениях мозгового кровообращения, черепно-мозговых травмах, потере органов чувств, миопатии, рассеянном склерозе, эпилепсии.
В Финляндии с 1992 года осуществляется подготовка иппотерапевтов, в ходе которой можно получить второе высшее образование.

### Канистерапия
Канистерапия (от лат. canis — собака; англ. Therapy dog) — терапия с использованием собак; является одним из самых востребованных видов анималотерапии из-за своей доступности и социального поведения животных. Применяется как вспомогательная психотерапевтическая методика при работе с пациентами, которые тяжело идут на контакт, помогает развитию эмоциональных, умственных способностей, а также развитию двигательных функций. 
Канистерапию применяют для улучшения состояния детей больных аутизмом, синдромом Дауна, церебральным параличом (ДЦП), страдающих олигофренией. У детей улучшается координация движений, уменьшается спастичность, улучшается память.
Реабилитация — самое развитое на сегодня приложение канистерапии. Принцип лечебной кинологии с больными детьми основан на том, что занятия проходят в игровой форме и эффект достигается ненавязчиво. В зависимости от диагноза инструкторы подбирают специальную систему упражнений. Детей с нарушениями слуха и речи учат произносить слова, в присутствии животных у них сильнее мотивация. Для детей с ДЦП, чтобы развить двигательные функции рук и ног, предлагают выполнить определённые движения.
Канистерапия — предмет глубокого теоретического исследования. Как показывают исследования российских и зарубежных специалистов, канистерапия обладает высокой эффективностью для преодоления проблем, связанных с социальной дезадаптивностью воспитанников детских домов.
Собака является социальным животным, тем самым ориентируется на окружающих её людей, искренна в любви и преданна. На основе этих качеств, специалисты разрабатывают различные программы с участием собак-терапевтов для устранения депривационных симптомов у воспитанников сиротских домов. С помощью канистерапии у детей формируются позитивные социальные установки, развиваются коммуникативные навыки общения, снимается критическое эмоциональное напряжение.
По данным исследований НИИ педиатрии Российской академии медицинских наук, занятия с собаками улучшают психоэмоциональное состояние маленьких пациентов, моторику, снижают количество эпилептических припадков, неразговорчивые дети начинают больше говорить, а дети с пониженной (приобретённой или врождённой) эмоциональностью начинают проявлять способность активно реагировать на окружающий мир. В апреле 2004 года в России вышло пособие «Лечебная кинология».
Канистерапия хорошо зарекомендовала себя для улучшения психологического самочувствия в хосписах и психиатрических клиниках. В 90-х годах в США министерством здравоохранения официально разрешено присутствие собак в клиниках в качестве медперсонала. С тех пор многие госпитали имеют в своём штате собак, которые получают зарплату и пользуются всяческими социальными привилегиями. Присутствие животных помогает больным преодолеть больничное одиночество и отчуждение, лучше подготовиться к предстоящей операции. В российской психиатрии тоже получила развитие канистерапия и сопутствующие исследования.
Лучшей в мире по вынюхиванию раковых клеток признана чёрный лабрадор-ретривер по кличке Мэрин. Собака была клонирована в лаборатории южнокорейской биотехнологической компании RNL Bio.
Двух щенков, обученных для определения раковых опухолей, собираются продать по цене 500 миллионов вон.

### Дельфинотерапия
Дельфинотерапия — вид медико-психологической реабилитации с сомнительной эффективностью. Сторонники действенности дельфинотерапии рекомендуют её для оздоровления и медико-психологической реабилитации тем людям, кто перенёс тяжёлые психологические травмы (попавшие в экстремальные условия, пережившие землетрясения, ураганы, аварии и любой другой сильный стресс).
В 2005 году создан Международный институт дельфинотерапии (англ. International Institute Of The Dolphin Therapy). В Институте разработана первая официальная программа дельфинотерапии (англ. Dolphin Assisted Therapy — DAT), а также получен патент на «Способ лечения ультразвуковой терапией при помощи контролированного излучения сонара дельфина». Принцип лечения сонофорезом основан на ультразвуковом воздействии дельфина. Физиологический эффект лечения при помощи ультразвука характеризуется значимыми изменениями в биоэлектрической активности мозга.
Дельфинотерапия критикуется в научном сообществе в связи с отсутствием доказательств её эффективности. В своей научной работе цетолог Лори Марино и клинический психолог Скотт Лилиенфельд, опубликованной в 2007 году, пишут:
|  | We conclude that nearly a decade following our initial review, there remains no compelling evidence that DAT is a legitimate therapy or that it affords any more than fleeting improvements in mood. |  | Мы пришли к выводу, что спустя почти десять лет после нашего первоначального обзора не осталось убедительных доказательств того, что дельфинотерапия является действенной терапией или что она даёт проходящему лечение нечто большее, чем мимолётное улучшение настроения. |  |
|  | |  | |  |

Основные показания для проведения курса
- детский церебральный паралич (ДЦП);
- расстройство аутистического спектра (РАС);
- синдром Дауна и другая генетическая патология;
- минимальная мозговая дисфункция (ММД) либо синдром дефицита внимания с гиперактивностью (СДВГ);
- функциональные нарушения центральной нервной системы (ЦНС);
- умственная отсталость (кроме глубокой степени), расстройства речи и слуха;
- нейросенсорная тугоухость (НСТ);
- неврозы, посттравматические стрессовые расстройства (ПТСР);
- депрессивные расстройства неэндогенного характера (субдепрессивный уровень);
- расстройства памяти, нарушения обучаемости.

Противопоказания
- эпилепсия;
- острые инфекционные заболевания;
- онкологические больные;
- стандартные противопоказания для реабилитационного лечения в условиях санаторно-курортного учреждения.

### Фелинотерапия
Фелинотерапия (лат. felis — кошка) — это методы профилактики и лечения различных заболеваний при помощи контактов с кошками. Как выяснили врачи-терапевты Англии и США, работавшие в специализированных клиниках для умственно отсталых детей, кошки оказывают серьёзную помощь людям, страдающим психическими заболеваниями, сердечными расстройствами, повреждениями мозга и даже способствуют полному исцелению зависимых от алкоголя и наркотиков. Люди с нарушениями психики воспринимают присутствие кошки без малейшего раздражения. Общение с кошками показано при депрессии, неврозах, маниях и шизофрении. Кошка, по сути, не делает ничего необычного, она просто ластится к больному, лижет ему руки, лицо. Её тепло, умиротворяющее урчание позволяют пациенту расслабиться.

### Апитерапия
Апитерапия — лечение пчелиным ядом (не рекомендуется людям с аллергическими реакциями). Пчелиный яд содержит 18 из 20 обязательных аминокислот, неорганические кислоты, множество химических элементов и витаминов и является мощным катализатором физиологических процессов. Применяется для лечения рассеянного склероза, варикоза.

### Энтомотерапия
Энтомотерапия —  применение в лечебных целях различных насекомых. Вид зоотерапии. С давних времён насекомые считались вредителями и разносчиками разных инфекций. Но эти существа могут лечить людей. Многие насекомые в наше время активно используются в медицине.
Например, муравьиный яд в народной медицине считается не менее полезным, чем пчелиный.

## Проекты
В 1993 году в США стартовал проект «Пух» под руководством Джоан Далтон. Цель проекта — научить малолетних заключённых терпению, ответственности и состраданию. Подростки работали с собаками, которым грозило усыпление, в двух приютах. Они использовали положительное подкрепление, чтобы дрессировать собак, которых затем отдавали в семьи.
Этот проект переняло австралийское общество Delta Society, одна из крупнейших австралийских анималотерапевтических организаций.